# Wallfahrtskirche St. Marien (Küblingen)

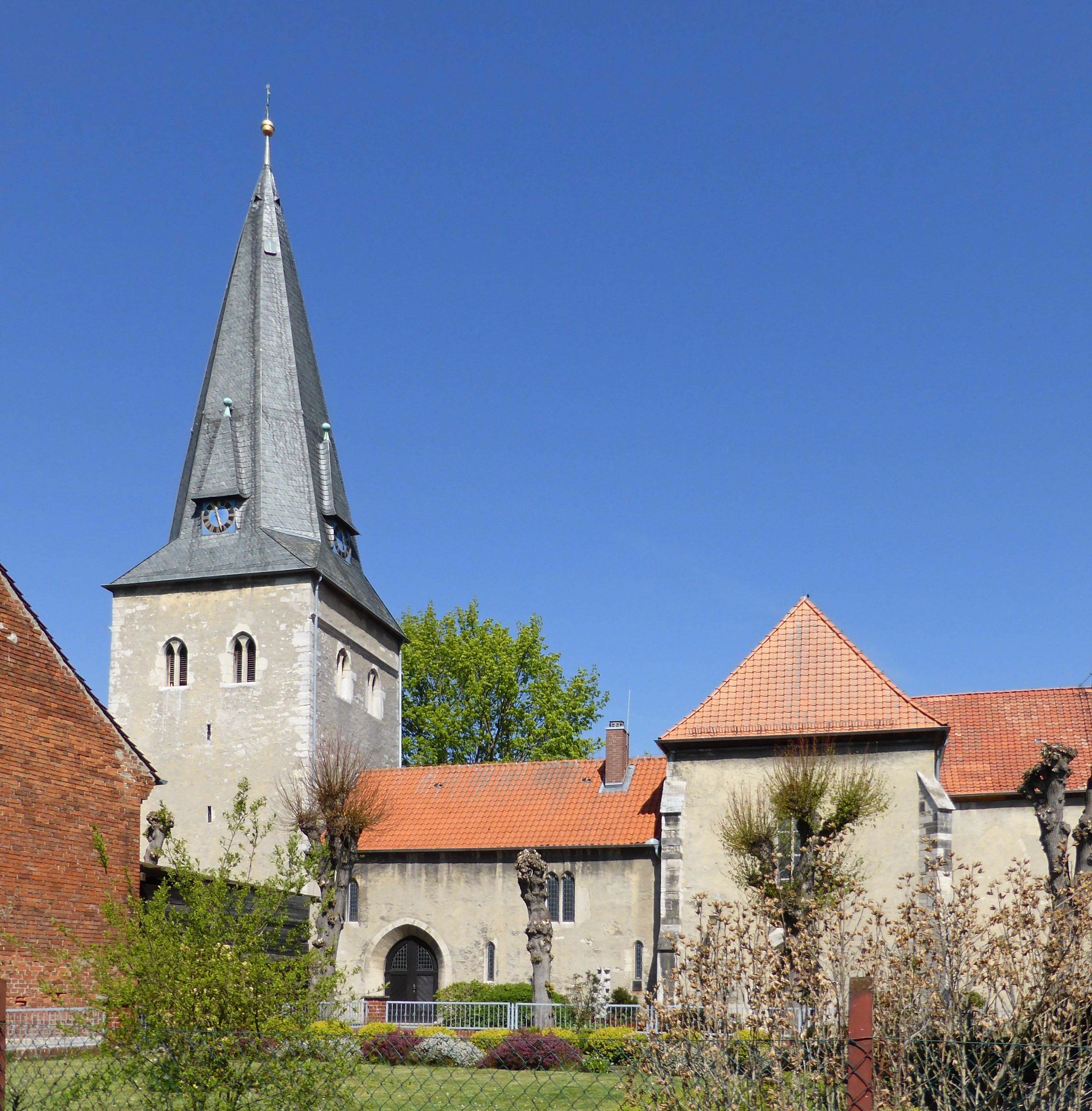
Sankt Marien Küblingen

Die 1328 erstmals urkundlich erwähnte Marienkirche in Küblingen, heute ein historischer Ortsteil von Schöppenstedt, war eine mittelalterliche Winkel-Wallfahrtskirche. Hier soll auch der Dominikaner Johann Tetzel seine Ablassbriefe verkauft haben.

## Geschichte
Im späten Mittelalter war die Marienkirche eine bekannte Wallfahrtsstätte, die wegen eines der Legende nach im Jahre 1291 dorthin gebrachten wundertätigen Marienbildes starken Zulauf erhielt. Für die Nonnen des Klosters Marienberg in Helmstedt, die an der Marienkirche Jahrmarkt abhielten, war dies eine willkommene Einnahmequelle. Pilger kamen, oft mit schweren Bußketten beladen, um ihre Last zu Füßen der Wundertätigen niederzulegen. Um die Wallfahrtskirche auch nach außen hin als solche zu kennzeichnen, hat man noch vor 1334 – zu dieser Zeit waren Kirche und Kapelle schon verbunden – die Außennische geschaffen und in sie eine steinerne Muttergottesfigur gestellt. Sie strahlt noch heute einen Abglanz von der kirchlich-kultischen Bedeutung Küblingens im späteren Mittelalter aus. Im Kirchturm befindet sich das Erbbegräbnis derer von Streithorst, die Patronatsherren auf Gut Küblingen.

## Baubeschreibung
Das flachgedeckte Kirchenschiff (jetzt Totenkapelle) ist der älteste Teil der Kirche. Östlich schließt sich, seit 1720 abgetrennt und mit eigenem Südportal, ein gotisch gewölbtes Chorquadrat an; ein Mauerstein zeigt das Jahr 1479. Das durchgehende Stabgewände des Portals passt zu diesem Datum. Die Kapitelle mit ihrem aufgelegten Blattwerk weisen auf das frühe 14. Jahrhundert hin. Auf den Chor folgt nördlich ein rechteckiges Joch mit gratigem Gewölbe, auf dieses, nach Osten gewandt, die zweijochige rippengewölbte Kapelle zur Verehrung des Gnadenbildes. Dies ist offenbar die urkundlich genannte ‚Clus‘. Im Winkel zwischen Kirchenschiff und nördlicher Erweiterung liegt die gratig gewölbte Sakristei, in deren Südwand gibt es innen eine auffällige, spitzbogige Nische.

### Kirchenbeschreibung 1907
„Das nahe Schöppenstedt gelegene Dorf Küblingen hat eine merkwürdig gebaute Kirche. Diese besteht nämlich aus zwei Flügeln, die im rechten Winkel zusammenstoßen; in diesem Winkel steht der Altar, und darüber befindet sich die Kanzel. Da nun die Männer in dem einen, die Frauen aber in dem anderen Flügel sitzen, so können beide wohl den Prediger, nicht aber sich gegenseitig sehen. Im Mittelalter pilgerten viele Leute nach Küblingen, weil sie meinten, ein an der dortigen Kirche befindliches Steinbild der Jungfrau Maria könne Wunder tun und Kranke gesund machen“ (Friedrich Bosses Kleine Braunschweigische Landeskunde)

### Innenausstattung

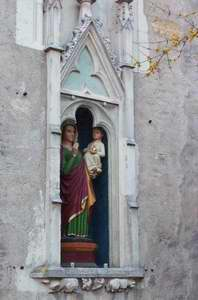
Statue der wundertätigen Maria

Auf dem Tisch des barocken Kanzelaltars im Régencestil (zurückhaltende Barockisierung um 1720) steht ein bronzenes romanisches Kruzifix aus der Zeit um 1100. Es ist wie der Altar diagonal im nordwestlichen Winkel der Kapelle aufgestellt, um für beide Teile der damals eingerichteten „Winkelkirche“ sichtbar zu sein. Das in Bronze gegossene Küblinger Kruzifix gehört zu den ältesten bildlichen Darstellungen des Gekreuzigten im Braunschweiger Lande. Ein verwandtes Stück aus Räbke am Elm befindet sich im Wolfenbütteler Museum. An der Nordwand der Kirche hängt das alte Triumphkreuz, ein ausdrucksvolles spätgotisches, in Eichenholz geschnitztes Werk des „weichen Stils“ um 1430. In diesem Werk wird, der spätmittelalterlichen Auffassung entsprechend, Christus als der leidende Mensch wiedergegeben, während das hohe Mittelalter der romanischen Zeit Christus am Kreuz lebend darstellt, ruhig, ohne Spuren des Leidens, mit geöffneten Augen, wie am erwähnten Vortragekreuz.
Weiter ist ein silbervergoldeter Abendmahlskelch aus dem Barock vorhanden. Die Cuppa ist von einer getriebenen Manschette eingefasst mit drallen Engelsköpfen. Der gegossene Nodus zeigt knorpliges Maskenwerk mit einem weiblichen Fabelwesen, am Fuß erscheinen wiederum getriebene Engelsköpfe zwischen Fruchtgehängen. Es handelt sich um eine Arbeit des Danziger Goldschmiedes Ernst Kadau I (gestorben 1679) Ihr Stifter war der Patronatsherr Obristleutnant Friedrich Ulrich von der Streithorst nebst Gattin. Besonders fein gearbeitet ist die Oblatendose, eine ovale silbergetriebene Schachtel mit charakteristischen Barock-Tulpen. Ihr Hersteller ist, ein bisher unbestimmter Augsburger Meister H B in aus der 2. Hälfte des 17. Jahrhunderts.
Aus der Rokokozeit, der Mitte des 18. Jahrhunderts, stammt das Epitaph (Gedenktafel) des Kriegs- und Domänenrats Johann Christ von Lohse (gest. 1745) an der Südwand der „Kapelle“. Dies Werk besticht durch die Feinheit des Materials (weißer Alabaster für das Figürliche, blaugrauer Marmor für den Rest). Der geflügelte, bärtige Gott nimmt in eleganter Bewegung von der Schrifttafel den Vorhang fort, damit der Nachwelt die Trauer um den Verstorbenen erkenne. Auf dem sarkophagähnlichen Unterteil lagert eine trauernde Mutter mit zwei Kindern, im Aufsatz eine klagend zum Himmel aufblickende weibliche Gestalt, neben ihr eine rauchende Aschenurne. Dieses Epitaph, eines der reizvollsten Rokokowerke in Norddeutschland, ist eine Arbeit des braunschweigischen Hofbildhauers Johann Heinrich Oden.